# 大山の背比べ
大山の背比べ（だいせんのせいくらべ）は鳥取県西部に伝わる民話。

## 物語
- 伯耆国の大山と因幡国の鷲峰山は「自分の方が背が高い」と長年にわたって争っていた。ある時、そんなに言うなら背比べをしてみようということになり、お互いの頭に竹筒を渡して水を流すと、水はチョロチョロと大山の方に向かって下っていった。背比べで負けた大山はおさまらず、ある夜、寝ている鷲峰山の頭を鋤でごっそりと削り取ってしまった。悪さに気づいた鷲峰山はあわてて大山を追いかけたがそれもかなわず、鷲峰山は大山よりもずいぶん低い山になってしまったということである。また追われて逃げる大山が打ち捨てていった鷲峰山の頭が、久米郡の茶臼山だということである。
- 昔、高麗の国の人たちが日本の山と背比べをしようと、国中で一番高い山を船に乗せて海を渡ってやってきた。日本に上陸をした彼らが見渡すと連れてきた山ほどには高い山が見あたらない。「日本の山などたいしたことはない」と思っていると、空を覆っていた雲が晴れ、見たこともないような高く雄大な山が現れた。その山が伯耆国の大山だったのだが、高麗の人たちはその山の高さに驚き、連れてきた山をうち捨てて逃げ帰ってしまった。その時において行かれた山が、大山の北にそびえる孝霊山である。

## 備考
- 大山の背比べの話は複数伝わっている。大山の南にある烏ヶ山と背比べをした話、鋤で頭を削ったのではなく大山が足蹴にしたため頂上が欠け落ちてしまった話などもある。